# Constantin Ier (roi d'Écosse)
Pour les articles homonymes, voir Constantin Ier.
Constantin Ier (né possiblement en 836, mort en 876 ou 877) est roi des Scots et des Pictes à partir de 862, succédant ainsi à son oncle Donald Ier.

## Origine
Selon la Chronique des Rois d'Alba, Constantin fils aîné du roi Kenneth Ier devient roi en 862 et règne seize ans. Il a été avancé que du fait de son nom Constantin/Causantin sa mère appartenait à la lignée royale matrilinéaire de la maison royale Picte étant, peut-être, une fille de Uurad mac Bargoit, roi des Pictes de 839 à 842, mais cette spéculation ne repose sur aucune preuve. Il est probablement l'aîné des fils survivants de Kenneth Ier et il a au moins un frère, le futur roi Aed (mort en 878), et deux sœurs, une qui avait épousé Rhun, fils d'Arthgal, roi de Dumbarton, dont un fils, Eochaid, qui émettra des prétentions à la royauté dans les années troublées qui suivront la mort de Constantin Ier.

## Combats contre les rois de Dublin
Dès 866, il doit faire face selon les Chroniques d'Irlande à expédition menée par les rois vikings de Dublin Amlaíb et Auisle contre le Fortriú, où ils s'établissent pour piller le « Pays des Pictes » et y prendre des otages.
En 869, les vikings suspendent leurs opérations et retournent en Irlande. L'année suivante, Amlaíb accompagné cette fois d'Imar, attaquent Dumbarton, la capitale du royaume de Strathclyde. Après un siège de quatre mois, ils pillent et détruisent la ville. L'année suivante, ils rentrent à Dublin avec 200 navires chargés de captifs angles bretons et pictes.
Selon Alex Woolf, qui s'appuie sur la Chronique des Rois d'Alba, Amlaíb, qui disparait des sources à cette époque, est tué par Constantin Ier, entre le 17 mars 871 et le 17 mars 872. En 872, Arthgal, roi de Strathclyde, est assassiné à son « instigation », il s'agit peut-être de la conséquence d'un accord avec les envahisseurs scandinaves en retraite après la mort de l'un de leurs chefs.

## Lutte contre les vikings danois
En 875-876, Constantin Ier doit faire face à une autre menace, l'agression des « Dubgaill » (i.e les vikings danois) menés par Healfdene qui, après avoir pillé la Northumbrie, s'en prennent à l'Écosse. Il subit une importante défaite à Dollar, dans ce qui est actuellement le Clackmannanshire à l'extrême sud du Pays picte à la frontière du royaume de Strathclyde. Ses forces sont repoussées dans les Highlands en Atholl et les Lowlands du centre-est de l'Écosse sont occupées par les envahisseurs pendant un an. L'année suivante, Constantin « rex Pictorum » est tué par les Danois lors d'un combat à un lieu connu comme « inber dub fáta », « Long estuaire sombre de la rivière » non identifié. Il a comme successeur son frère Aed, peut-être après un interrègne d'un an et il est réputé avoir été inhumé à Iona.

## L'église en Écosse
C'est sous le règne de Constantin Ier que les chroniques d'Irlande relèvent en 865 la mort du premier évêque connu d'Écosse, « Tuathal mac Artguso episcopus Fortrenn et abbas Dunincaillemn », c'est-à-dire évêque de Fortriú et abbé de Dunkeld. La même année, elles notent également la mort « in regione Pictorum » de Cellach mac Ailello, « abbas Cilledaro et abbas Ia », c'est-à-dire abbé de Kildare et d'Iona. Ce qui confirme la partition de la « Communauté de Colomba » entre l'Irlande et le royaume d'Alba.

## Descendance
Son fils Donald devient roi sous le nom de Donald II d'Écosse, après le règne commun des rois Eochaid et Giric.